# Jocelyne Robert
Pour les articles homonymes, voir Robert.
Jocelyne Robert est une écrivaine et sexologue québécoise née en 1948.

## Repères biographiques
En 2007, l’Université du Québec à Montréal décerne à Jocelyne Robert son Prix Reconnaissance en sciences humaines. C’est la première fois qu’une personne venant de l’univers sexologique reçoit cette distinction[réf. souhaitée].
Jocelyne Robert donne des conférences en Amérique et en Europe. Elle a travaillé à la télévision à titre d'animatrice ou de chroniqueur, et a écrit plusieurs préfaces et fascicules pédagogiques.
De février 2012 à avril 2018, elle a signé régulièrement un billet dans Le Huffington Post Québec.

## Publications
- Les femmes vintage (2010, Éditions de l'Homme).
- Le sexe en mal d'amour - De la révolution sexuelle à la régression érotique (2005, Éditions de l'Homme).
- Full sexuel (titre européen: Le sexe c’est d’jeun’s), publié aux Éditions de l'Homme en 2002, parle aux adolescents occidentaux d’amour et de sexualité.
- Parlez-leur d'amour…et de sexualité (1999, Éditions de l'Homme) et Te laisse pas faire! Les abus sexuels expliqués aux enfants (2000, Éditions de l'Homme).
- L'Histoire Merveilleuse de la Naissance a obtenu le prix Edgar L'espérance 1991 dans la catégorie « documentaire pratique ». Vendu à plus de 100 000 exemplaires dans les pays de la francophonie, ce livre est réédité en 2007 (Éditions de l'Homme).

Enfin, la collection « Ma sexualité » (3 livres pour enfants publiés aux Éditions de l'Homme) est, depuis bientôt 25 ans, une référence en matière d’éducation sexuelle et affective[réf. souhaitée].